# Piper laevigatum
Piper laevigatum är en pepparväxtart som beskrevs av Carl Sigismund Kunth. Piper laevigatum ingår i släktet Piper och familjen pepparväxter. Inga underarter finns listade i Catalogue of Life.